# 두호초등학교
두호초등학교는 대한민국 경상북도 포항시 북구에 있는 초등학교다.

## 연혁
- 1986년 12월 4일 - 두호국민학교 설립 인가(9학급)
- 1987년 5월 10일 - 두호국민학교 개교 (포항동부국민학교 학급 축소)
- 1994년 3월 1일 - 장성국민학교 개교와 함께 분리 이관
- 1996년 3월 1일 - 두호초등학교로 교명 변경
- 1996년 9월 1일 - 창포초등학교 개교와 함께 분리 이관
- 2001년 3월 1일 - 두호남부초등학교 개교와 함께 분리 이관
- 2013년 3월 1일 - 경상북도교육청지정 융합인재교육(STEAM) 시범학교
- 2014년 3월 1일 - 제11대 김해수 교장 부임
- 2015년 2월 13일 - 제28회 졸업(85명), 총 졸업생수 5834명
- 2015년 3월 1일 - 21학급 편성
- 2015년 3월 2일 - 2015학년도 입학식(101명 입학), 학생수 560명
- 2018년 3월 1일 - 12학급 편성,학생수 246명
- 2018년 3월 2일 - 2018학년도 입학식(51명 입학)
- 2022년 1월 7일 - 제35회 졸업 (47명)

## 학교 상징
- 교목(校木) - 전나무
- 교화(敎化) - 장미